# 芒斯河畔克里赛
芒斯河畔克里赛（法語：Crissay-sur-Manse，法語發音：[kʁisɛ syʁ mɑ̃s]）是法国安德尔-卢瓦尔省的一个市镇，位于该省西南部，属于希农区。

## 地理
芒斯河畔克里赛（47°9'1"N, 0°29'16"E）面积7.5 平方千米，位于法国中央-卢瓦尔河谷大区安德尔-卢瓦尔省，该省份为法国中西部省份，北起萨尔特省、东北接卢瓦-谢尔省，东南接安德尔省，南至维埃纳省，西临曼恩-卢瓦尔省。
与芒斯河畔克里赛接壤的市镇（或旧市镇、城区）包括：阿翁莱罗什、克鲁济耶、讷伊、圣埃潘。

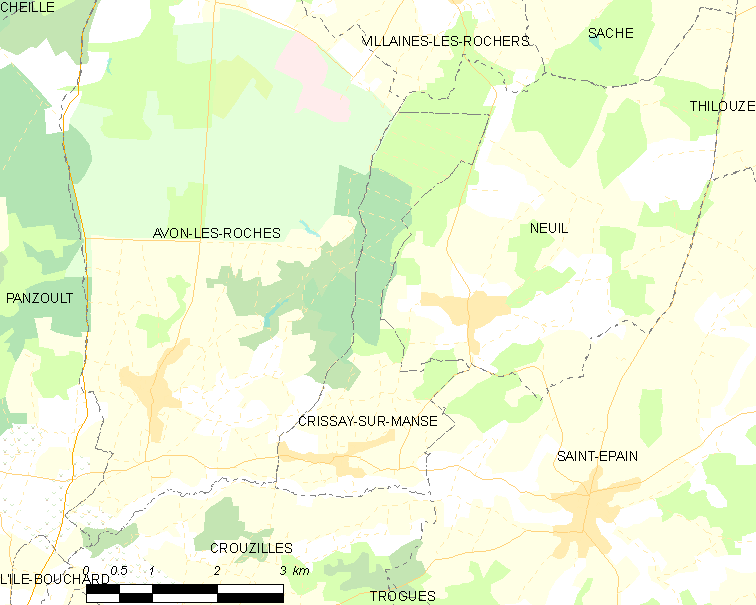
芒斯河畔克里赛的OSM定位图

芒斯河畔克里赛的时区为UTC+01:00、UTC+02:00（夏令时）。

## 行政
芒斯河畔克里赛的邮政编码为37220，INSEE市镇编码为37090。

## 政治
芒斯河畔克里赛所属的省级选区为图赖讷地区圣莫尔县。

## 人口

1962-2008年间芒斯河畔克里赛人口变化图示

芒斯河畔克里赛于2022年1月1日时的人口数量为113人。